# 謀殺似水年華
《謀殺似水年華》（英文：Kill Time）是2016年上映的中港合拍電影，由楊穎、阮經天、張超、熱依扎主演，陳果執導，以蔡駿同名小說作為藍本。
主題曲〈天天夜夜〉由Twins主唱。

## 奬項及提名
| 年度   | 颁奖典礼            | 奖项       | 姓名   | 结果 |
| ------ | ------------------- | ---------- | ------ | ---- |
| 2016年 | 第8屆澳門國際電影節 | 最佳導演   | 陳果   | 提名 |
| 2016年 | 第8屆澳門國際電影節 | 最佳女主角 | 楊穎   | 提名 |
| 2016年 | 第8屆澳門國際電影節 | 最佳女配角 | 潘虹   | 提名 |
| 2016年 | 第8屆澳門國際電影節 | 最佳攝影   | 林華全 | 提名 |